# August Diehl
August Diehl (født 4. januar 1976 i Berlin, Tyskland), er en tysk skuespiller. Hans kendeste rolle på verdensplan er Gestapo Sturmbannführer Dieter Hellstrom i Inglourious Basterds fra 2009.

## Privatliv
Hans far er skuespilleren Hans Diehl, hans mor er en kostumedesigner, og hans bror er komponist. Hans familie flyttede ofte, mens han voksede op: familien levede gennem hans opvækst i Hamborg, Wien, Düsseldorf, Bayern og Frankrig.
Efter at have taget sin studentereksamen, studerede Diehl på den berømte Hochschule für Schauspielkunst Ernst Busch i Berlin.
Diehl er gift med skuespillerinden Julia Malik, som han har en datter (født maj 2009 i Berlin) sammen med.

## Karriere
August Diehl har været flittigt anvendt på såvel teaterscenen som på filmlærredet, og han har modtaget flere udmærkelser for sine roller. I 2000 blev Diehl kåret som en af de europæiske films "Shooting Stars" fra European Film Promotion. Hans kendeste rolle udover Hellstrom er Günther Scheller i filmen Was nützt die Liebe in Gedanken, fra 2004 . Filmen var baseret på en virkelig hændelse, og Diehl spillede en ung mand, der sammen med to andre unge mænd, Paul Krantz (Daniel Brühl) og Hans (Thure Lindhardt), dannede en fatal selvmordsalliance. I 2006 betegnede Gala Magazine ham som "...dagens mest betydningsfulde tyske skuespiller".

## Filmografi
Blandt de film August Diehl har medvirket i kan nævnes:
- 1998: 23 – Nichts ist so wie es scheint – Instruktør: Hans-Christian Schmid
- 2000: Kalt ist der Abendhauch – (andre medvirkende: Fritzi Haberlandt, Heinz Bennent)
- 2002: Tattoo
- 2003: Love The Hard Way – (andre medvirkende: Adrien Brody)
- 2003: Lichter (Distant Lights) – Instruktør: Hans-Christian Schmid
- 2004: Was Nützt Die Liebe In Gedanken (Love in Thoughts) – (andre medvirkende: Daniel Brühl)
- 2004: Der neunte Tag (The Ninth Day) – Instruktør: Volker Schlöndorff, (andre medvirkende: Ulrich Matthes og Bibiana Beglau)
- 2006: Ich bin die andere (I Am the Other Woman) – (andre medvirkende: Armin Mueller-Stahl og Katja Riemann)
- 2006: Nothing But Ghosts
- 2007: Die Fälscher
- 2009: Inglourious Basterds
- 2009: Allied
- 2018: Kursk